# Миливоје Ћирковић
Миливоје Ћирковић (Нова Пазова, 14. април 1977) је бивши српски фудбалер. Играо је на позицији одбрамбеног играча. Каријеру је завршио 2010. године у Партизану.

## Каријера

### Клупска
Поникао у ФК Раднички Нова Пазова (1994-96), играо за ваљевску Будућност (1996-97) и београдски Милиционар (1997-99). Од 1999. до 2010. је играо у Партизану, са којим је освојио три титуле првака (2001/02, 2002/03, 2004/05) и један куп Југославије 2000/01. Био је на позајмици у Телеоптику у првој сезони преласка у Партизан.
Његовим голом са беле тачке Партизан је елиминисао Њукасл и пласирао се у Лигу шампиона 2003/04.
Историјски дуел са Њукаслом и сјајни бегови крај аут линије, обезбедили су му место у репрезентацији. Када се чинило да ће брзоноги дефанзивац постати дугогодишњи и незаменљиви члан репрезентације, стигле су повреде и селидба на клупу, па затим и на трибине. Три пута је доживљавао тешке повреде играјући за репрезентацију. Имао је један прелом ноге и две тешке повреде мишића. Увек му је требало много времена да се врати на терен. Два пута су паузе трајале по три месеца. Очекивао је да би одлазак у Немачку могао да представља и неку врсту награде због свега што је доживео у плавом дресу, али је позив изостао.

### Репрезентативна
За репрезентацију Југославије одиграо је четири утакмице, а репрезентацију Србије и Црне Горе 5 утакмица. Дебитовао је у Букурешту 15. новембра 2000. у пријатељској утакмици против Румуније (2:1 за Румунију), а последњу утакмицу је одиграо у Софији 9. фебруара 2005. против Бугарске 0:0. За репрезентацију није постигао ниједан гол.
Утакмице репрезентације СРЈ/СЦГ у којима је играо Миливоје Ћирковић
| #      | Тип | Датум               | Место       | Противник     | Резултат           |
| ------ | --- | ------------------- | ----------- | ------------- | ------------------ |
| 1      | ПУ  | 15. новембар 2000.  | Букурешт    | Румунија      | 1:2 (0:1)          |
| 2      | ПУ  | 13. децембар 2000.  | Ксанти      | Грчка         | 1:1 (1:0)          |
| 3      | КиК | 28. јун 2001.       | Токио       | Парагвај      | 0:2 (0:1)          |
| 4      | КИК | 7. јул 2001.        | Оита        | Јапан         | 0:1 (0:1)          |
| 5      | КЕП | 20. август 2003.    | Београд     | Велс          | 1:0 (0:0)          |
| 6      | КЕП | 10. септембар 2003. | Београд     | Италија       | 1:1 (0:1)          |
| 7.     | КЕП | 20. октобар 2003.   | Кардиф      | Велс          | 3:2 (1:1)          |
| 8      | ПУ  | 28. април 2004.     | Белфаст     | Северна Ирска | 1:1 (1:1)          |
| 9      | ПУ  | 9. фебруар 2005.    | Софија      | Бугарска      | 0:0 0:0)           |
| Укупно | 9   | 2 (добио)           | 4 (нерешио) | 3 (изгубио)   | 8:10 (гол-разлика) |

Легенда:ПУ = пријатељска, КиК = Кирин куп, КЕП = Квалификације за ЕП

## Трофеји

### Партизан
- Првенство СР Југославије (2) : 2001/02, 2002/03, 2004/05.
- Куп СР Југославије (1) : 2000/01.